# Harry Potter
Harry Potter je fantazijska pripoved v sedmih knjigah pisateljice J. K. Rowling. Prva knjiga je bila izdana leta 1997, zadnja pa leta 2016. Po seriji je produkcijska hiša Warner Bros posnela tudi filme, Harry Potter in Svetinje smrti je razdeljen na dva dela. Filma o Otroku prekletstva pa niso posneli, ampak si lahko ogledamo predstavo. 
Knjige o Harryju Potterju so doživele velikanski uspeh, po svetu je bilo prodanih več kot 800 milijonov knjig. V Sloveniji je pri založbi EPTA izšlo prvih pet knjig, pri Mladinski knjigi, ki je od leta 2007 novi slovenski založnik Harryja Potterja, pa ponatisi prevodov prvih petih knjig in prevoda šeste ter sedme. Pisateljica je s prodajo knjig obogatela.

## Zgodbe
1. Harry Potter in kamen modrosti (Harry Potter and the Philosopher's Stone) (1997, slovenski prevod 1999, prevajalec Jakob J. Kenda)
2. Harry Potter in dvorana skrivnosti (Harry Potter and the Chamber of Secrets) (1998, slovenski prevod 2000, prevajalec Jakob J. Kenda)
3. Harry Potter in jetnik iz Azkabana (Harry Potter and the Prisoner of Azkaban) (1999, slovenski prevod 2000, prevajalec Jakob J. Kenda)
4. Harry Potter in ognjeni kelih (Harry Potter and the Goblet of Fire) (2000, slovenski prevod 2001, prevajalec Jakob J. Kenda)
5. Harry Potter in Feniksov red (Harry Potter and the Order of the Phoenix) (2003, slovenski prevod 2003, prevajalec Jakob J. Kenda)
6. Harry Potter in Princ mešane krvi (Harry Potter and the Half-Blood Prince) (julij 2005, slovenski prevod 2006, prevajalec Branko Gradišnik (pod naslovom Polkrvni Princ), ponoven prevod - Princ mešane krvi (jesen 2008, prevajalec Jakob J. Kenda)
7. Harry Potter in svetinje smrti (Harry Potter and the Deathly Hallows) (izid originala: 21.7.2007, izid prevoda: 16. februar 2008, prevajalec Jakob J. Kenda, založba Mladinska knjiga)
8. Harry Potter in otrok prekletstva (Harry Potter and the Cursed Child) (izid originala: 31. 7. 2016, izid prevoda: 23.11.2016, prevajalec: Jakob J. Kenda, založba Mladinska knjiga)

## Filmi
1. Harry Potter - Kamen modrosti (2001)
2. Harry Potter - Dvorana skrivnosti (2002)
3. Harry Potter - Jetnik iz Azkabana (2004)
4. Harry Potter - Ognjeni kelih (2005)
5. Harry Potter - Feniksov red (2007)
6. Harry Potter - Princ mešane krvi (2009)
7. Harry Potter - Svetinje smrti 1. del (2010)
8. Harry Potter - Svetinje smrti 2. del (2011)

## Gledališke igre
1. Harry Potter and the Cursed Child (2016)

## Videoigre
1. Harry Potter - Kamen modrosti (2001)
2. Harry Potter - Dvorana skrivnosti (2002)
3. Harry Potter - Jetnik iz Azkabana (2004)
4. Harry Potter - Ognjeni kelih (2005)
5. Harry Potter - Feniksov red (2007)
6. Harry Potter - Princ mešane krvi (2009)

in Svetovno prvenstvo v quidditchu
1. Harry Potter and the Deathly Hallows – Part 1(igra) (2010)
2. Harry Potter and the Deathly Hallows – Part 2(igra) (2011)

## Liki
| Ime (po Kendi)                       | Izvirno angleško ime             | Prvič se pojavi v                              | Prvič se omeni v                               |
| ------------------------------------ | -------------------------------- | ---------------------------------------------- | ---------------------------------------------- |
| Harry Potter                         | Harry Potter                     | Harry Potter in kamen modrosti                 | Harry Potter in kamen modrosti                 |
| Ron Weasley                          | Ron Weasley                      | Harry Potter in kamen modrosti                 | Harry Potter in kamen modrosti                 |
| Hermiona Granger                     | Hermione Granger                 | Harry Potter in kamen modrosti                 | Harry Potter in kamen modrosti                 |
| Albus Dumbledore                     | Albus Dumbledore                 | Harry Potter in kamen modrosti                 | Harry Potter in kamen modrosti                 |
| Mrlakenstein / Mark Marvolo Neelstin | Voldemort / Tom Marvolo Riddle   | Harry Potter in kamen modrosti                 | Harry Potter in kamen modrosti                 |
| Robaus Raws                          | Severus Snape                    | Harry Potter in kamen modrosti                 | Harry Potter in kamen modrosti                 |
| Hagrid Ruralus                       | Hagrid Rubeus                    | Harry Potter in kamen modrosti                 | Harry Potter in kamen modrosti                 |
| Minerva McHudurra                    | Minerva McGonagall               | Harry Potter in kamen modrosti                 | Harry Potter in kamen modrosti                 |
| Columbus Colibri                     | Filius Flitwick                  | Harry Potter in kamen modrosti                 | Harry Potter in kamen modrosti                 |
| Neville Velerit                      | Neville Longbottom               | Harry Potter in kamen modrosti                 | Harry Potter in kamen modrosti                 |
| Ginny Weasley                        | Ginny Weasley                    | Harry Potter in kamen modrosti                 | Harry Potter in kamen modrosti                 |
| Fred in George Weasley               | Fred and George Weasley          | Harry Potter in kamen modrosti                 | Harry Potter in kamen modrosti                 |
| Molly Weasley                        | Molly Weasley                    | Harry Potter in kamen modrosti                 | Harry Potter in kamen modrosti                 |
| Arthur Weasley                       | Arthur Weasley                   | Harry Potter in dvorana skrivnosti             | Harry Potter in kamen modrosti                 |
| Sirius Black                         | Sirius Black                     | Harry Potter in jetnik iz Azkabana             | Harry Potter in kamen modrosti                 |
| Remus Wulf                           | Remus Lupin                      | Harry Potter in jetnik iz Azkabana             | Harry Potter in jetnik iz Azkabana             |
| Marius Mally / Škraba                | Peter Pettigrew / Scabbers       | Harry Potter in kamen modrosti (kot Scabbers)  | Harry Potter in kamen modrosti (kot Scabbers)  |
| Marius Mally / Škraba                | Peter Pettigrew / Scabbers       | Harry Potter in jetnik iz Azkabana (kot Mally) | Harry Potter in jetnik iz Azkabana (kot Mally) |
| Alastor "Noruč" Nergga               | Alastor "Mad-Eye" Moody          | Harry Potter in ognjeni kelih                  | Harry Potter in ognjeni kelih                  |
| Dreco Malfoy                         | Draco Malfoy                     | Harry Potter in kamen modrosti                 | Harry Potter in kamen modrosti                 |
| Vincent Crabbe in Gregory Goyle      | Vincent Crabbe and Gregory Goyle | Harry Potter in kamen modrosti                 | Harry Potter in kamen modrosti                 |
| Lucius Malfoy                        | Lucius Malfoy                    | Harry Potter in dvorana skrivnosti             | Harry Potter in kamen modrosti (kot »oče«)     |
| Sybila Trelawney                     | Sybill Trelawney                 | Harry Potter in jetnik iz Azkabana             | Harry Potter in jetnik iz Azkabana             |
| Slatan Sharmer                       | Gilderoy Lockhart                | Harry Potter in dvorana skrivnosti             | Harry Potter in dvorana skrivnosti             |
| Fatale Tanga                         | Nymphadora Tonks                 | Harry Potter in feniksov red                   | Harry Potter in feniksov red                   |
| Profesor Smottan                     | Professor Quirrell               | Harry Potter in kamen modrosti                 | Harry Potter in kamen modrosti                 |
| Percy Weasley                        | Percy Weasley                    | Harry Potter in kamen modrosti                 | Harry Potter in kamen modrosti                 |
| Rita Brentsell                       | Rita Skeeter                     | Harry Potter in ognjeni kelih                  | Harry Potter in ognjeni kelih                  |
| Trapets                              | Dobby                            | Harry Potter in dvorana skrivnosti             | Harry Potter in dvorana skrivnosti             |
| Žreboklun / Kamorkril (Vihrokrili)   | Buckbeak / Witherwings           | Harry Potter in jetnik iz Azkabana             | Harry Potter in jetnik iz Azkabana             |
| Zhopernack                           | Peeves                           | Harry Potter in kamen modrosti                 | Harry Potter in kamen modrosti                 |
| Vernon Dursley                       | Vernon Dursley                   | Harry Potter in kamen modrosti                 | Harry Potter in kamen modrosti                 |
| Argus Filch                          | Argus Filch                      | Harry Potter in kamen modrosti                 | Harry Potter in kamen modrosti                 |
| Kalvara Temyna                       | Dolores Umbridge                 | Harry Potter in feniksov red                   | Harry Potter in feniksov red                   |
| Cho Chang                            | Cho Chang                        | Harry Potter in jetnik iz Azkabana             | Harry Potter in jetnik iz Azkabana             |
| Loona Liupka                         | Luna Lovegood                    | Harry Potter in feniksov red                   | Harry Potter in feniksov red                   |
| Cedric Diggory                       | Cedric Diggory                   | Harry Potter in jetnik iz Azkabana             | Harry Potter in jetnik iz Azkabana             |
| James Potter                         | James Potter                     | Harry Potter in kamen modrosti                 | Harry Potter in kamen modrosti                 |
| Lily Evans Potter                    | Lily Evans Potter                | Harry Potter in kamen modrosti                 | Harry Potter in kamen modrosti                 |
| Bill Weasley                         | Bill Weasley                     | Harry Potter in ognjeni kelih                  | Harry Potter in ognjeni kelih                  |
| Charlie Weasley                      | Charlie Weasley                  | Harry Potter in ognjeni kelih                  | Harry Potter in ognjeni kelih                  |
| Limax Hudlagod (Comodus Toastwamp)   | Horace Slughorn                  | Harry Potter in Polkrvni princ                 |                                                |
| Tobakarolus Smrat                    | Mundungus Fletcher               | Harry Potter in feniksov red                   | Harry Potter in feniksov red                   |
| Pomona Ochrowt                       | Pomona Sprout                    | Harry Potter in kamen modrosti                 | Harry Potter in kamen modrosti                 |
| Krasotilya L'Ohol                    | Bellatrix Lestrange              | Harry Potter in feniksov red                   | Harry Potter in feniksov red                   |
| Olchenbat                            | Ollivander                       | Harry Potter in kamen modrosti                 | Harry Potter in kamen modrosti                 |
| Spack                                | Kreacher                         | Harry Potter in feniksov red                   | Harry Potter in feniksov red                   |
| Cornelius Schushmaar                 | Cornelius Fudge                  | Harry Potter in jetnik iz Azkabana             | Harry Potter in jetnik iz Azkabana             |
| Krallek Kehomet                      | Kingsley Shacklebolt             | Harry Potter in jetnik iz Azkabana             | Harry Potter in jetnik iz Azkabana             |
| Nagini                               | Nagini                           | Harry Potter in ognjeni kelih                  | Harry Potter in ognjeni kelih                  |
| Rufus Tepeshkar                      | Rufus Scrimgeour                 | Harry Potter in Feniksov red                   | Harry Potter in Feniksov red                   |
| Oliver Wood                          | Oliver Wood                      | Harry Potter in kamen modrosti                 | Harry Potter in kamen modrosti                 |

## Pomembni kraji
| Ime (po Kendi)                              | Izvirno angleško ime         | Prvič se pojavi v                  | Prvič se omeni v                   |
| ------------------------------------------- | ---------------------------- | ---------------------------------- | ---------------------------------- |
| Bradavičarka                                | Hogwarts                     | Harry Potter in kamen modrosti     | Harry Potter in kamen modrosti     |
| Meryascoveena                               | Hogsmeade                    | Harry Potter in jetnik iz Azkabana | Harry Potter in kamen modrosti     |
| Železniška postaja King's Cross             | King's Cross railway station | Harry Potter in kamen modrosti     | Harry Potter in kamen modrosti     |
| Godrickov Dol                               | Godric's Hollow              | Harry Potter in kamen modrosti     | Harry Potter in kamen modrosti     |
| Ministrstvo za čaranje                      | Ministry of Magic            | Harry Potter in feniksov red       | Harry Potter in kamen modrosti     |
| Prepovedani gozd                            | Forbidden Forest             | Harry Potter in kamen modrosti     | Harry Potter in kamen modrosti     |
| Gringott                                    | Gringotts Wizarding Bank     | Harry Potter in kamen modrosti     | Harry Potter in kamen modrosti     |
| Hiša družine Black na Trochnmrkowem trgu 12 | Number 12, Grimmauld Place   | Harry Potter in feniksov red       | Harry Potter in jetnik iz Azkabana |
| Rožmarinova ulica                           | Privet Drive                 | Harry Potter in kamen modrosti     | Harry Potter in kamen modrosti     |
| Jazbina                                     | The Burrow                   | Harry Potter in kamen modrosti     | Harry Potter in dvorana skrivnosti |